# Chipre en los Juegos Olímpicos de la Juventud 2018
Chipre compitió en los Juegos Olímpicos de la Juventud 2018 en Buenos Aires, Argentina, celebrados entre el 6 y el 18 de octubre de 2018. Su delegación estuvo conformada por seis atletas en seis disciplinas. No logró obtener medallas en los juegos.

## Medallero
| Medalla       | Oro | Plata | Bronce | Total |
| ------------- | --- | ----- | ------ | ----- |
| Total oficial | 0   | 0     | 0      | 0     |

## Baile deportivo
Chipre clasificó a una bailarina por su desempeño en el Campeonato Mundial Juvenil de 2018.
- Femenino individual - 1 plaza

## Gimnasia

### Rítmica
Chipre clasificó a una gimnasta rítmica en función de su desempeño en el evento de clasificación europea.
- Femenino individual - 1 plaza